# Sibongile Khumalo

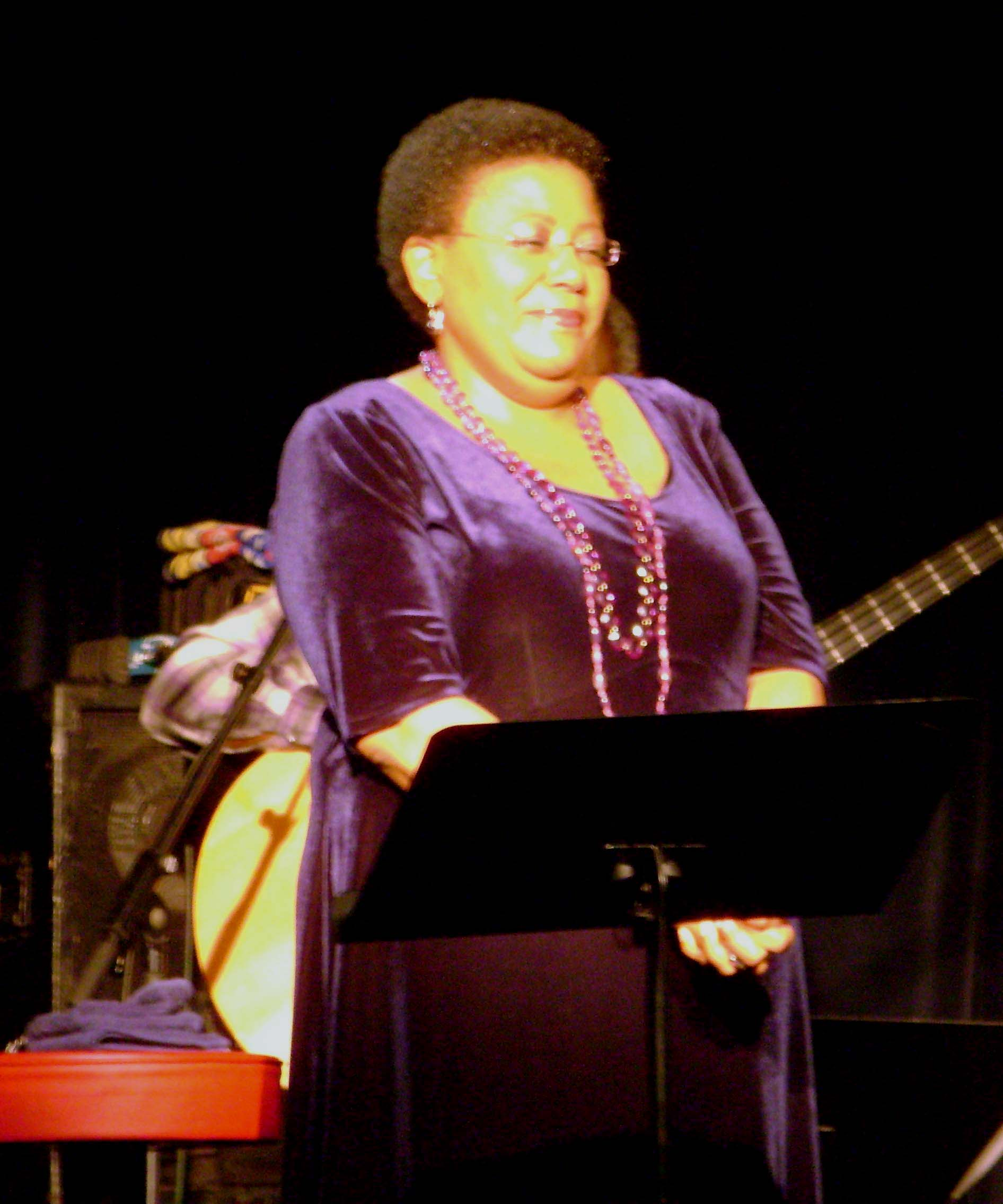
Sibongile Khumalo 2008 bei einem Auftritt mit Jack DeJohnette

Sibongile Khumalo (* 24. September 1957 im späteren Soweto; † 28. Januar 2021) war eine südafrikanische Sängerin. Ursprünglich als klassische Mezzosopranistin ausgebildet, beschäftigte sich Khumalo später neben Oper auch mit anderen Genres wie Jazz und traditioneller afrikanischer Musik.

## Leben
Sibongile Khumalo wurde 1957 im späteren Soweto als Tochter des Musikprofessors Khabi Mngoma geboren, der sie von Kindheit an musikalisch förderte. Sie studierte Musik (Gesang, Violine, Schauspiel und Tanz) an der Witwatersrand-Universität und der Universität Zululand, wo sie nach ihrem Abschluss auch lehrte und forschte. Bekanntheit als Sängerin erreichte sie in den neunziger Jahren, als sie den „Young Artist Award“ beim Grahamstown-Festival erhielt und daraufhin bei Nelson Mandelas Amtseinführung 1994 sang. Neben Auftritten in Musicals und der Hauptrolle in Mzilikazi Khumalos (nicht mit Sibonglie Khumalo verwandt) Oper „Princess Magogo kaDinuzulu“, die als erste afrikanische Oper gilt, arbeitete sie mit bekannten klassischen Musikern (Yehudi Menuhin, Brodsky Quartet, London Philharmonic Orchestra) ebenso zusammen wie mit Musikern des Jazz und der Weltmusik (Miriam Makeba, Abdullah Ibrahim, Bheki Mseleku, Jack DeJohnette, Hugh Masekela und Moses Taiwa Molelekwa).
Sie war Mitglied in dem beim südafrikanischen Präsidentenamt gebildeten Beratungsgremium South African International Marketing Council. 2008 erhielt sie den Order of Ikhamanga in Silber.

## Musik
Im klassischen Bereich beschäftigte sich Khumalo anfänglich hauptsächlich mit Franz Schubert und Johannes Brahms. Zu ihren größten Erfolgen wurden jedoch Georges Bizets Carmen und Messiah von Georg Friedrich Händel mit Yehudi Menuhin. Besonders durch die Werke von Mzilikazi Khumalo versuchte sie auch neuerer, afrikanisch inspirierter klassischer Musik zu mehr Popularität zu verhelfen. Ihre Interpretation traditioneller südafrikanischer Zulu-Musik wird häufig mit der Miriam Makebas verglichen. Khumalos Jazzgesang wurde als an Ella Fitzgerald und Betty Carter orientiert beschrieben, bezieht aber auch die anderen Facetten ihres Schaffens mit ein.

## Diskografie (Auswahl)
- Ancient Evenings (Sbme, 1996)
- Live at the Market Theatre (Sony Jazz, 1998)
- Immortal Secrets (Sony Jazz, 2000)
- Quest (Columbia, 2002)
- Breath of Life (Magnolia Vision, 2016)